# Talzemt
Talzemt  (in arabo تالزمت‎?) è un centro abitato e comune rurale del Marocco situato nella provincia di Boulemane, regione di Fès-Meknès. Conta una popolazione di 3 160 abitanti (censimento 2014).